# Wim Mertens
Wim Mertens (14 de maig de 1953) és un compositor belga flamenc, vocalista de contratenor, pianista, guitarrista i musicòleg.

## Vida i treball
Mertens va néixer a Neerpelt, Bèlgica. Va estudiar ciències socials i polítiques a la Universitat de Lovaina (es va graduar el 1975) i musicologia a la Universitat de Gant ; també va estudiar teoria musical i piano al Conservatori de Gant i al Conservatori Reial de Brussel·les.
El 1978 es va convertir en productor de l'aleshores BRT (ràdio i televisió belgues, ara anomenada Vlaamse Radio- en Televisieomroep). Per a Radio 2 (Radio Brabant) va produir concerts de Philip Glass, Steve Reich, Terry Riley, Meredith Monk, Urban Sax i altres, i va organitzar un programa anomenat Funky Town juntament amb Gust De Meyer (amb qui va gravar l'àlbum experimental For Amusement Només).
Conegut principalment com a compositor des de principis dels anys vuitanta, Mertens va començar a desenvolupar-se una reputació després de llançar " Struggle for Pleasure ", amb el nom del seu primer grup Soft Verdict, i per "Maximizing the Audience", que va ser compost per l'obra de Jan Fabre El poder de la bogeria teatral, estrenada el 1984 a Venècia, Itàlia.
L'estil de Mertens ha anat evolucionant contínuament al llarg de la seva prolífica carrera, començant des de l'experimental i avantguardista, gravitant sempre al voltant del minimalisme, normalment, però, conservant un fonament melòdic per a les incursions que fa als mons que està explorant. La seva qualitat compositiva sovint ha sobredimensionat el "tema de l'etiquetatge" i ha arribat a un públic més ampli, tot i que prové d'un context musical allunyat del corrent general (vegeu la secció a la cultura popular). Es poden seguir tres fils separats d’estils musicals al llarg de la seva obra:
1. Composicions per a conjunt, potser el seu material més accessible i "comercial";
2. Composicions de piano i veu solistes, que compten amb inquietants melodies de teclat acompanyades de la veu de tenor aguda única de Mertens que canta en un llenguatge personal i inventat; i
3. "Cicles" minimalistes experimentals per a instruments simples, dobles i, de vegades, més.

Mertens ha publicat fins a la data més de 60 àlbums, la majoria dels quals van ser publicats per Les Disques du Crépuscule des del 1980 fins al 2004. Mertens també va produir diversos llançaments de Crépuscule i va consultar amb el segell la seva selecció d’obres de compositors contemporanis com Michael Nyman, Gavin Bryars i Glenn Branca. Mertens també va preparar una sèrie de llançaments per a una empremta de Crépuscle, Lome Armé, que presentava obres de l’època clàssica i del jazz contemporani.
L'agost de 2007, Mertens va signar un contracte amb EMI Classics (ara Warner Classics) per a tot el seu catàleg. El segell va tornar a publicar tot el seu catàleg a partir del gener del 2008. EMI Music Belgium també va publicar el nou treball de Mertens, que va començar amb l'àlbum de 9 temes Receptacle el 24 de setembre de 2007. Per a aquest àlbum, Mertens va decidir treballar amb una orquestra formada només per dones, 17 en total. No és la primera vegada que Mertens treballa amb EMI. Ja el 1999, Mertens va llançar la banda sonora de la pel·lícula de Paul Cox Molokai: La història del pare Damien mitjançant EMI Classics.
Mertens és l'autor d' American Minimal Music, que examina l'escola de música repetitiva nord-americana i l'obra de LaMonte Young, Terry Riley, Steve Reich i Philip Glass.

## A la cultura popular
- Amb aquest mateix títol, la col·lecció de música electrònica Café del Mar presenta al seu cinquè volum "Close Cover", una de les peces més melòdiques i, en certa manera, clàssiques de l'autor.
- "Struggle for Pleasure" va ser directament cobert pel projecte de música de ball belga Minimalistix el 2000 i va assolir el Top 40 de les llistes d'èxits a molts països europeus, inclosos el Regne Unit, Bèlgica i els Països Baixos. El grup també va fer una exitosa portada de, de nou, "Close Cover".
- Una portada va aparèixer el 2001 a Gatecrasher Digital. Elastica presenta Jesus Elices "Maximitzar l'audiència".
- La novel·la de James Bond High Time to Kill (Raymond Benson, 1999) conté una referència passatgera a la música de Wim Mertens, en què els personatges de la novel·la comenten la música que es reprodueix en un cafè. Benson, el quart novel·lista oficial de James Bond, és un fan de la música de Mertens. La referència és una mica irònica donat l’interès per la cultura de James Bond mostrat per Michel Duval, el fundador de Les Disques du Crépuscule.
- "Struggle for Pleasure" també va inspirar una de les pistes de música electrònica de ball més influents: el projecte de trance de Energy 52 anomenat "Café Del Mar ", publicat per primera vegada a Eye Q Records el 1993. Es va convertir en un èxit el 1997 amb Three 'n One remix i Nalin & Kane remixes el 1998. L'abril de 2011, la cançó va ser votada número u a les 20 millors cançons de ball de Pete Tong dels darrers 20 anys
- "Lluita pel plaer" s'utilitza sovint en anuncis del proveïdor belga de telecomunicacions Proximus.
- La seva cançó "Iris" es va utilitzar com a banda sonora per a la campanya comercial de les Forces Armades de Suècia "Vi lämnar Sverige ifred" ("Deixem Suècia en pau") durant la tardor-hivern del 2017.

## Discografia
- Soft Verdict (de Wim Mertens i Herman Lemahieu com a duo de compositors de música (1982-1985 són els primers 4 anys de la carrera musical de Wim Mertens):
- 1982 - Només per diversió - El so de les màquines de pinball (àlbum complet)
- 1982 - Vergessen (àlbum complet)
- 1983 - Lluita pel plaer * (àlbum)
- 1984 - Una targeta de visita (àlbum EP)
- 1985 - Usura * (àlbum complet)
- 1985 - Maximizing the Audience (àlbum EP)

- 1986 – Close Cover (with songs from the band Soft Verdict, where it al started for him).
- 1986 – A Man of no Fortune, and with a Name to Come
- 1986 – Hirose
- 1986 – Instrumental Songs
- 1987 – Educes Me**
- 1987 – The Belly of an Architect
- 1988 – Whisper Me
- 1988 – After Virtue
- 1989 – Motives for Writing
- 1990 – No Testament
- 1990 – Play for Me
- 1991 – Alle Dinghe - pt. I: Sources of Sleeplessness
- 1991 – Alle Dinghe - pt. II: Vita Brevis
- 1991 – Alle Dinghe - pt. III: Alle Dinghe
- 1991 – Stratégie De La Rupture'
- 1991 – Hufhuf [single taken from Stratégie de la Rupture with ***Previously Unreleased Track(s)
- 1992 – Houfnice
- 1992 – Retrospectives - vol. 1
- 1992 – Shot and Echo (with Herman Lemahieu & other musicians as the music players only)
- 1993 – A Sense of Place
- 1994 – Epic That Never Was (a live recording from Lissabon)
- 1994 – Gave van Niets - promo only
- 1994 – Gave van Niets - pt. I: You'll Never be Me
- 1994 – Gave van Niets - Part II: Divided Loyalties
- 1994 – Gave van Niets - pt. III: Gave van Niets
- 1994 – Gave van Niets - pt. IV: Reculer pour Mieux Sauter
- 1995 – Jeremiades
- 1996 – Entre Dos Mares
- 1996 – Lisa
- 1996 – Jardin Clos
- 1996 – Piano & Voice
- 1997 – Sin Embargo
- 1997 – Best of
- 1998 – In 3 or 4 Days (single taken from "Integer Valor" with PUT***)
- 1998 – Integer Valor (with Herman Lemahieu & onter musicians as the music player only)
- 1998 – Integer Valor - integral (with Herman Lemahieu & other musician as the music players only)
- 1998 – And Bring You Back
- 1999 – Father Damien
- 1999 – Integer Valor – Intégrale
- 1999 – Kere Weerom - pt. I: Poema
- 1999 – Kere Weerom - pt. II: Kere Weerom
- 1999 – Kere Weerom - pt. III: Decorum
- 2000 – If I Can
- 2000 – Der Heisse Brei
- 2001 – At Home – Not at Home
- 2001 – Aren Lezen - promo only
- 2001 – Aren Lezen - pt. I: If Five is Part of Ten
- 2001 – Aren Lezen - pt. II: Aren Lezen
- 2001 – Aren Lezen - pt. III: Kaosmos
- 2001 – Aren Lezen - pt. IV: aRe
- 2002 – Years without History - vol. 1 – Moins de Mètre, Assez de Rythme
- 2002 – Years without History - vol. 2 – In the Absence of Hindrance
- 2002 – Years without History - vol. 3 – Cave Musicam
- 2002 – Wim Mertens Moment
- 2003 – Years without History - vol. 4 – No Yet, no Longer
- 2003 – Skopos
- 2004 – Years without History - vol. 5 – With no Need for Seeds
- 2004 – Shot and Echo (with Herman Lemahieu & other musician as the music players only)/A Sense of Place (with PUT***) (2-CD)
- 2005 – Un Respiro
- 2006 – Partes Extra Partes
- 2007 – Receptacle
- 2008 – Platinum Collection
- 2008 – l'Heure du loup
- 2008 – Years without History - vol. 1–6 (vol. 6 is only available at this set)
- 2008 – Years without History - vol. 7: Nosotros
- 2009 – Music and Film (3-CD set with PUT***)
- 2009 – The World Tout Court
- 2009 – QUA (37-CD reissue set of the extended cycle works Alle Dinghe, Gave van Niets, Kere Weerom and Aren Lezen)
- 2010 – Zee versus Zed
- 2011 – Series of Ands/Immediate Givens (2-CD double album)
- 2011 – Open Continuum/Tenerife Symphony Orchestra (OST) (2-CD + 1-DVD)
- 2012 – * Struggle for Pleasure (only by Soft Verdict - NOT by Wim Mertens solo music composer)/** Double Entendre (ONLY by Wim Mertens as solo music composer): 1-CD reissue with 2 albums on one CD + one CD with PUT*** (3-CD set).
- 2012 – A Starry Wisdom
- 2012 – When Tool met Wood
- 2015 – Charaktersketch
- 2016 – What are we, locks, to do?
- 2016 – Dust of Truths
- 2017 – Cran aux Œufs
- 2018 – That Which is Not